# Пост, Джордж Эдвард
Джордж Э́двард Пост (англ. George Edward Post; 1838—1909) — американский ботаник, врач и миссионер, работавший в Сирии.

## Биография
Джордж Эдвард Пост родился 17 декабря 1838 года в Нью-Йорке в семье врача Альберта Чарльза Поста. Учился в Нью-Йоркском городском колледже, в 1854 году окончил его со степенью бакалавра искусств. В 1857 году получил степень магистра, в 1860 — доктора медицины. С 1861 года Пост проповедовал в пресвитерианской церкви. В 1863 году Пост окончил стоматологический колледж Балтимора. В сентябре 1863 года Джордж Эдвард женился на Саре Рид.
В ноябре 1863 года Джордж Эдвард и Сара Пост отправились в Сирию миссионерами. Поселившись в Триполи, Пост занимался врачеванием, а также преподавал и проповедовал. Вскоре он в совершенстве овладел арабским, как в устной, как и в письменной форме.
В 1867 году Джордж Эдвард Пост был назначен профессором медицинского отделения Сирийского протестантского колледжа (ныне — Американский университет Бейрута). Он стал первым профессором ботаники в Колледже. Образцы растений, необходимые для проведения курса, Пост получал по обмену из Королевских ботанических садов Кью.
29 сентября 1909 года Джордж Эдвард Пост скончался.
Пост был членом Нью-Йоркского Ботанического клуба Торри. Основной гербарий Поста находится в Американском университете Бейрута (BEI). Множество образцов растений, описанных им, хранится в гербарии П. Э. Буассье в Женевском ботаническом саду (G).

## Некоторые научные публикации
- Post, G.E. Flora of Syria, Palestine, and Sinai. — Beirut, Syria, 1896. — 919 p.

## Роды растений, названные в честь Дж. Э. Поста
- Postia Boiss. & C.I.Blanche, 1875, nom. illeg. [≡ Rhanteriopsis Rauschert, 1982, nom. nov.]